# Вкрадене побачення
«Вкрадене побачення» («Varastatud kohtumine») — радянський художній фільм 1988 року, знятий режисером Лейдою Лайус на кіностудії «Талліннфільм».

## Сюжет
Валентина Саар, випускниця дитбудинку, народила дитину і, щоб забезпечити сину щасливе життя, одного разу зважилася на пограбування. Її судили та засудили до восьми років ув'язнення. Сподіваючись на те, що хоч дитині пощастить у цьому нікчемному житті, вона відмовилася від сина. Хлопчика всиновила благополучна родина — і була вдячна долі. Вийшовши з ув'язнення, Валентина вирішила повернути собі сина. Героїня знову пішла на шантаж та крадіжку. Коли довгоочікуване побачення відбулося, Валентина вирішила не ламати дитині життя й відмовилася від свого рішення.

## У ролях
- Марія Кльонська — Валентина Саар
- Андреас Кангур — Юрі Саар-Куусберг
- Кайє Міхкелсон — Тійна Куусберг, мачуха Юрі
- Лембіт Петерсон — Ільмар-Куусберг, вітчим Юрі
- Тер'є Пенніе-Колберг — Мільві
- Сулев Луйк — Вальтер Уйбо
- Хіля Варем-Вее — Йоханна Уйбо, мати Вальтера
- Іта Евер — доктор Аймла
- Лейда Раммо — Марта Томмінгас
- Марі Лілль-Тамм — Аста
- Паул Поом — Лембіт
- Ігор Іванов — Рома
- Володимир Лаптєв — комендант гуртожитку
- Клавдія Отяковська — вчителька
- Нінель Ярвсон — Анна Андріївна
- Кармен Міківер — Сір'є
- Міхкель Смелянський — Удо Тамм
- Війре Вальдма — роль другого плану
- Хілья Сепп — роль другого плану
- Хелле-Реэт Хеленурм — роль другого плану
- Лайне Месікяпп — тітка Kaйє
- Ханнес Кальюярв — син Марти
- Пірет Пяяр — роль другого плану
- Калле Кадакас — роль другого плану
- Сійрі Сісаск — подруга Сір'є
- Ада Лундвер — інспектор
- Лійс Бендер — роль другого плану

## Знімальна група
- Режисер — Лейда Лайус
- Сценарист — Марія Звєрєва
- Оператор — Юрій Сілларт
- Композитор — Лепо Сумера
- Художник — Тоомас Хирак